# Escale à trois
Pour plus de détails, voir Fiche technique et Distribution.
Escale à trois (The Layover) est une comédie américaine réalisée par William H. Macy, sortie en 2017. Ce film n'est sorti ni en salles ni en DVD mais seulement en VOD.

## Synopsis
Deux copines inséparables et célibataires, Kate et Meg, décident de partir ensemble de Seattle pour quelques jours de détente à Fort Lauderdale, en Floride. Mais, en raison d'une l'annonce d'un ouragan, leur avion est dérouté vers Saint-Louis. Elles sont contraintes de prendre une chambre dans un hôtel miteux, elles font la connaissance Ryan, un pompier présent dans leur avion, qui ne les laisse pas indifférentes ni l'une ni l'autre. Une lutte sans merci pour s'octroyer ses faveurs s'engage.

## Fiche technique
- Titre : Escale à trois
- Titre original : The Layover
- Réalisation : William H. Macy
- Scénario : David Hornsby et Lance Krall
- Photographie : Mark Irwin
- Musique : Rob Ellmore, Leah Haywood et Dan Pringle
- Sociétés de production : Unified Pictures et Bron Studios
- Sociétés de distribution : Vertical Entertainment et DirecTV Cinema
- Pays d'origine :  États-Unis
- Langue originale : anglais
- Format : couleur
- Genre : comédie
- Durée : 88 minutes
- Dates de sortie : 
  - États-Unis : 1er septembre 2017
  - France : 19 février 2018 (directement en VOD) ; 6 mars 2018 (sortie DVD)

## Distribution
- Alexandra Daddario (VF : Ludivine Maffren) : Kate Jeffries
- Kate Upton (VF : Émilie Rault) : Meg
- Matt Barr (VF : Fabrice Fara) : Ryan
- Matt L. Jones (VF : Jérôme Pauwels) : Craig
- Rob Corddry (VF : Xavier Fagnon) : le principal Stan Moss
- Kal Penn (VF : Nessym Guetat) : Anuj
- Molly Shannon (VF : Danièle Douet) : Nancy
- Michael Benyaer (VF : Jean-Alain Velardo) : Shahar
- Roark Critchlow (VF : Thierry Kazazian) : Roger
- John Cassini (en) : Chuck
- Mary Black (VF : Cathy Cerda) : Meemaw
- Jennifer Cheon (VF : Valérie Bachère) : Genevieve
- Carrie Genzel : l'acheteuse
- William H. Macy : lui-même

 Source et légende : version française (VF) sur RS Doublage